# پنجره آزور
پنجره آزور (به لاتین: Azure Window) یک کمان طبیعی از جنس سنگ آهک به بلندای ۲۸ متر در جزیره غودش مالت بود. این کمان که از جاذبه‌های گردشگری مالت به شمار می‌رفت در طوفان ۸ مارس ۲۰۱۷ به طور کلی از بین رفت.